# Pedro Capó
Pedro Francisco Rodríguez Sosa (San Juan, 14 de noviembre de 1980), conocido artísticamente como Pedro Capó, es un cantante, compositor y actor puertorriqueño.

## Biografía

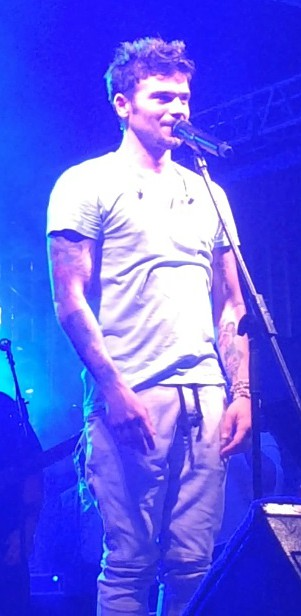
Pedro Capó ensayando para los Billboard Awards 2017.

Nació el 14 de noviembre de 1980 en San Juan, Puerto Rico. Es hijo de Bobby Capó, Jr y María Sosa. Es nieto del cantante español-puertorriqueño Bobby Capó y de la Miss Puerto Rico 1948 Irma Nydia Vázquez. Estudió en el Colegio Calasanz. Comenzó a tocar guitarra a temprana edad y rápidamente se convirtió en un diestro en el instrumento. Más tarde fue guitarrista y se convirtió en la voz principal del grupo Marka Registrada.
Capó residió en Nueva York, donde protagonizó producciones musicales, entre ellas,The Sweet Spot en el Teatro Apollo y la exitosa producción musical CELIA: La vida y la música de Celia Cruz, de Off-Broadway. También ha protagonizado las películas Shut Up And Do It y Paraiso Travel, dirigida por Simón Brand y donde es coprotagonista con John Leguizamo.
Mientras la banda continuaba durante años, Capó se separó y se mudó a Nueva York, donde siguió una carrera en el teatro musical, apareciendo en producciones como The Sweet Spot y Azúcar! Celia: La vida y la música de Celia Cruz. También se embarcó en una carrera discográfica en solitario. Su álbum debut, Fuego y Amor (2005), fue lanzado en el sello independiente Racy Music. Posteriormente fue relanzado en Sony Music en 2007 con una portada alternativa y una lista de canciones. Mientras tanto, Capó retomó su carrera como actor, apareciendo en las películas Shut Up and Do It! (2007) y Paraiso Travel (2008).
En 2009 cantó «Estoy enamorado» junto con la cantante mexicana Thalía, canción que apareció en el álbum Primera fila: Thalía,[cita requerida] y «Si tú me lo pides» con la cantante puertorriqueña Kany García.[cita requerida]
En 2017 Capó se unió a varios artistas, como Jennifer Lopez, Gloria Estefan y Rita Moreno, en «Almost Like Praying» de Lin-Manuel Miranda. Todas las ganancias de la canción beneficiaron a la Hispanic Federation y sus esfuerzos para ayudar a las personas afectadas por el huracán María en Puerto Rico.
En 2018, después de pasar mucho tiempo en la industria de la actuación, Capó volvió a la música con un sencillo llamado «Calma».[cita requerida] Después de que Farruko se le uniera para el remix de la canción, el vídeo musical se ha convertido en un gran éxito, con más de 2 mil millones de visitas en YouTube,[cita requerida] en Spotify superó las 500 millones de reproducciones, convirtiéndose su primer y más grande éxito en su carrera musical.[cita requerida]
En 2019, lanzó un nuevo sencillo de Calma, la versión Alicia Remix junto con Alicia Keys y el mismo Farruko.[cita requerida]
Además de cantar a dúo con Debi Nova la canción Quédate que se estrenó el 22 de noviembre de 2019.[cita requerida]
El 14 de febrero de 2020 se estrenó el sencillo/vídeo en solitario titulado Buena Suerte.[cita requerida] Pocos días después, participa como jurado en el LXI Festival Internacional de la Canción, junto a artistas como Luciano Pereyra y Denise Rosenthal.[cita requerida]

## Premios
Capó ha ganado dos premios ASCAP, por «Fiebre de amor» (2013) y «La mordidita» (2016). También ha ganado el Grammy Latino en tres ocasiones: En la categoría de mejor vídeo musical de formato largo por «Pedro Capó: En letra de otro»[cita requerida] y las categorías Canción del Año y Mejor Fusión/Urbana por la canción «Calma», tanto su versión original como su remix junto a su compatriota Farruko.[cita requerida]
En el LXI Festival Internacional de la Canción se presenta el primer día, momento en que el público le otorga los premios de Gaviota de Plata y Gaviota de Oro. En su presentación de treinta minutos logró dejar una grata impresión en el público chileno, destacando la interpretación de la canción «Calma».

## Discografía

### Álbumes de estudio
- 2005: Fuego y amor
- 2009: Pedro Capó
- 2014: Aquila
- 2020: MUNAY
- 2022: La Neta
- 2025: La Carretera

Álbumes especiales
- 2017: En Letra de Otro

### Sencillos
| Año                                                                                          | Sencillo                                            | Posiciones en listas | Posiciones en listas | Posiciones en listas | Posiciones en listas | Posiciones en listas | Posiciones en listas | Posiciones en listas | Posiciones en listas | Posiciones en listas | Posiciones en listas | Certificaciones | Álbum                |
| Año                                                                                          | Sencillo                                            | US                   | Hot Latin            | Latin Pop            | ARG                  | FRA                  | ITA                  | MEX                  | ESP                  | SWE                  | SWI                  | Certificaciones | Álbum                |
| -------------------------------------------------------------------------------------------- | --------------------------------------------------- | -------------------- | -------------------- | -------------------- | -------------------- | -------------------- | -------------------- | -------------------- | -------------------- | -------------------- | -------------------- | --- | -------------------- |
| 2008                                                                                         | «Valió la pena»                                     | —                    | —                    | 26                   | —                    | —                    | —                    | —                    | —                    | —                    | —                    | | Pedro Capó           |
| 2009                                                                                         | «Vamos a huir»                                      | —                    | —                    | —                    | —                    | —                    | —                    | —                    | —                    | —                    | —                    | | Pedro Capó           |
| 2009                                                                                         | «Estoy enamorado» (con Thalía)                      | —                    | 28                   | 6                    | —                    | —                    | —                    | —                    | —                    | —                    | —                    | | Primera fila: Thalía |
| 2009                                                                                         | «Un poquito más»                                    | —                    | —                    | —                    | —                    | —                    | —                    | —                    | —                    | —                    | —                    | | Pedro Capó           |
| 2010                                                                                         | «Si tú me Lo pides» (con Kany Garcia)               | —                    | —                    | 22                   | —                    | —                    | —                    | —                    | —                    | —                    | —                    | | Pedro Capó           |
| 2011                                                                                         | «Un minuto»                                         | —                    | 32                   | 10                   | —                    | —                    | —                    | —                    | —                    | —                    | —                    | | Pedro Capó           |
| 2012                                                                                         | «Duele ser infiel»                                  | —                    | 46                   | 18                   | —                    | —                    | —                    | —                    | —                    | —                    | —                    | | Pedro Capó           |
| 2012                                                                                         | «La vida va»                                        | —                    | —                    | 34                   | —                    | —                    | —                    | —                    | —                    | —                    | —                    | | Pedro Capó           |
| 2013                                                                                         | «#FiebreDeAmor»                                     | —                    | 43                   | 31                   | —                    | —                    | —                    | —                    | —                    | —                    | —                    | | Aquila               |
| 2014                                                                                         | «Para ayudarte a reir»                              | —                    | 40                   | 27                   | —                    | —                    | —                    | —                    | —                    | —                    | —                    | | Aquila               |
| 2015                                                                                         | «Vivo»                                              | —                    | —                    | 38                   | —                    | —                    | —                    | —                    | —                    | —                    | —                    | | Aquila               |
| 2015                                                                                         | «Libre»                                             | —                    | —                    | 33                   | —                    | —                    | —                    | —                    | —                    | —                    | —                    | | Aquila               |
| 2015                                                                                         | «Todo me recuerda a ti»                             | —                    | —                    | 29                   | —                    | —                    | —                    | —                    | —                    | —                    | —                    | | Aquila               |
| 2017                                                                                         | «Azúcar amargo»                                     | —                    | —                    | 33                   | —                    | —                    | —                    | —                    | —                    | —                    | —                    | | En letra de otro     |
| 2018                                                                                         | «Las luces»                                         | —                    | —                    | —                    | —                    | —                    | —                    | —                    | —                    | —                    | —                    | | Munay                |
| 2018                                                                                         | «Calma» (solo o remixes con Farruko y Alicia Keys)  | 71                   | 6                    | 14                   | 1                    | 36                   | 2                    | 1                    | 2                    | 2                    | 4                    | - RIAA: 25× Platino (Remix) - RIAA: 2x Platino (latin) - AMPROFON: Diamante + 4x Platino - FIMI: 4x Platino - PROMUSICAE: 5x Platino - PMB: Diamante (Remix) - PMB: Platino | Munay y Gangalee     |
| 2019                                                                                         | «Te olvidaré» (con MYA)                             | —                    | —                    | —                    | 30                   | —                    | —                    | —                    | —                    | —                    | —                    | | Hoy                  |
| 2019                                                                                         | «Como lo hiciste ayer» (con ICON & Reykon)          | —                    | —                    | —                    | —                    | 6                    | —                    | —                    | —                    | —                    | —                    | | TBA                  |
| 2019                                                                                         | «Tutu» (con Camilo & remix con Shakira)             | —                    | 16                   | 2                    | 1                    | 4                    | —                    | 97                   | 1                    | 8                    | —                    | - RIAA: 5x Platino (Latin) - AMPROFON: 4x Platino - PROMUSICAE: Platino - PMB: Platino                                                                                      | Por primera vez      |
| 2019                                                                                         | «Quédate» (con Debi Nova)                           | —                    | —                    | —                    | —                    | —                    | —                    | —                    | —                    | —                    | —                    | | TBA                  |
| 2020                                                                                         | «Perdiendo la cabeza» (con Carlos Rivera y Becky G) | —                    | —                    | —                    | —                    | —                    | —                    | —                    | —                    | —                    | —                    | | TBA                  |
| 2020                                                                                         | «Buena suerte»                                      | —                    | —                    | —                    | —                    | —                    | —                    | —                    | —                    | —                    | —                    | | Munay                |
| "—" Denota una grabación que no estuvo en las listas o no fue publicada en aquel territorio. |                                                     |                      |                      |                      |                      |                      |                      |                      |                      |                      |                      | |                      |